# José de San Martín
José Francisco de San Martín y Matorras, argentinski general, * 25. februar 1778, Yapeyú, danes Argentina, † 17. avgust 1850, Boulogne-sur-Mer, Francija.
José je kmalu po rojstvu zapustil današnjo Argentino in se odpravil v Španijo, kjer je njegov oče služil kot častnik. Tam se je šolal na madridski vojaški akademiji in že s 13 leti vstopil v vojsko. Boril se je proti Portugalski, v afriških kolonijah (Maroku) in proti Napoleonovim enotam. Leta 1812 je izstopil iz vojske in se vrnil v Argentino, kjer je izbruhnila vojna za neodvisnost od španske nadvlade. Revolucionarne oblasti so mu poverile poveljstvo nad elitno konjeniško enoto Granaderos, s katero je 3. februarja 1813 v bitki pri San Lorenzu potolkel španske enote pod poveljstvom Joséja Zavale.
Že 1814 so mu dodelili poveljstvo nad severno armado, ki naj bi izvedla invazijo na današnjo Bolivijo. Ker je spoznal, da ne bi imel veliko možnosti v bitki na veliki nadmorski višini (med 3.000 in 4.000 m nad morjem), je nalogo zavrnil, se umaknil v Mendozo in prevzel guvernerstvo takratne province Cuyo (današnje argentinske province Mendoza, San Juan in San Luis). Tri leta je iz nič organiziral vojsko, sestavljeno predvsem iz gavčev in čilskih beguncev (ki so prebegnili ob španskem ponovni osvojitvi Čila). V začetku leta 1817 je njegova 4.000 glava armada prek 6 prelazov (najvišji so segali tudi do 5.000 metrov visoko) krenila na pohod čez Ande in pričela osvobajati ozemlje današnjega Čila. 17. marca 1818 je skupaj s čilenskim generalom Bernardom O'Higginsom zmagoslavno vkorakal v osvobojeni Santiago de Chile. Dvakrat so mu ponudili vodenje Čila, vendar se je položaju odpovedal v prid O'Higginsa.
San Martín nato dve leti organiziral vojno mornarico, da bi lahko zavzel naslednji cilj, ozemlje današnjega Peruja. Po večmesečnem počasnem napredovanju je 6. decembra 1820 v bitki pri Piscu odločilno premagal Špance, 12. julija 1821 pa je zasedel Limo. Kmalu zatem je Peru oklical neodvisnost in San Martína razglasil za »protektorja«. Ker ni bilo druge močne osebnosti, je v izogib notranjim sporom sprejel ta položaj in ustanovil perujsko narodno knjižnico, kateri je podaril del svoje bogate knjižne zbirke. Po konstituiranju perujskega parlamenta je odstopil s položaja.
26. julija 1822 se je v Guayaquilu sestal s Simónom Bolívarjem, da bi se dogovoril glede osvoboditve še zadnjih delov Južne Amerike in prihodnosti te celine. San Martín mu je ponudil, da bi ostal Bolívarju podrejen general, česar pa slednji ni hotel sprejeti. Tako mu je po svoji skromnosti znan San Martín, da ne bi v komaj osvobojeni Južni Ameriki prišlo do trenj, prepustil vso svojo armado in se umaknil v Mendozo, kjer se je ukvarjal s kmetovanjem. Po ženini smrti se je, razočaran nad državljanskimi vojnami za oblast v Argentini, med katerimi se ni hotel opredeliti za nobeno stran, umaknil najprej v Belgijo, nato pa v Francijo, kjer je živel vse do smrti. Leta 1880 so posmrtne ostanke generala, ki je osvobodil južni del Južne Amerike in ga tri države (Argentina, Čile in Peru) priznavajo za osvoboditelja, prenesli v Buenos Aires in pokopali v tamkajšnji stolnici.
Sredi 1990-ih sta komaj nastala država Slovenija in Argentina sklenili okrepiti prijateljske vezi. Argentinci so eno izmed buenosaireških ulic poimenovali po Sloveniji in ji podarili San Martínov kip. Slovenija ga je nameravala postaviti v takratnem ljubljanskem parku Ajdovščina, ki so ga nalašč za to priložnost preimenovali v Argentinski park. V javnosti se je vnela burna razprava, ali kip do takrat na Slovenskem skoraj povsem neznanega generala sodi tja, na kakšno drugo mesto, ali pa morebiti sploh ne sodi v Ljubljano. Spore so končale šele argentinske oblasti, ki so razočarane nad odnosom do njihovega narodnega junaka zahtevale kip (ki je medtem že prispel v Slovenijo) nazaj, češ »da namen darila ni bilo razdvajanje«.